# Milandu
 (août 2019).
Le nom personnel Milandu est un nom bantou, utilisé chez les Lubas, les Kongos, les Tekes, etc.
Laandu, apparenté au verbe kulaanda (« suivre ») en kikongo, est celui qui vient après les jumeaux.
- Pour l'ensemble des articles sur les personnes portant ce prénom, consulter :
  - la liste des articles dont le titre commence par ce prénom
  - les listes produites par Wikidata : Liste des personnes de prénom « Milandu » — même liste en incluant les éventuels prénoms composés qui contiennent « Milandu ».